# Паул Квак
„Паул Квак“ (на нидерландски: Pauwel Kwak) или „Квак“ е белгийска бира. Производството ѝ започва през 1791 г. от Паул Квак. Произвежда се от пивоварна „Бостелс“ в Бьогенхаут. Търговската марка е регистрирана през 1980 г.
Чашата има отличителна форма. Тя е със заоблено дъно, а формата ѝ позволява да стои в изправено положение в дървена стойка. Проектирана е от Паул Квак в началото на XIX век, специално за кочияшите, които да спират с каретите си пред „De Hoorn“, кръчма и пивоварна и да я пълнят с бирата на Паул Квак.
Бирата е с червеникав цвят и мек вкус. Алкохолното ѝ съдържание е 8,4 %. Произвежда се чрез двойна ферментация.